# 灵寿公主
灵寿公主（?—?），字脩丽，中国西晋公主，武帝司马炎之女，母氏不詳。
《晋书》《宋书》禮志記載：太康元年（280年），灵寿公主脩丽祔于太庙。周朝、汉朝未有公主祔廟的制度。魏明帝则為平原公主别立庙，晋朝又异于曹魏。